# Pseudotanais (Pseudotanais) falcifer
Pseudotanais (Pseudotanais) falcifer is een naaldkreeftjessoort uit de familie van de Pseudotanaidae. De wetenschappelijke naam van de soort is voor het eerst geldig gepubliceerd in 2011 door Blazewicz-Paszkowycz & Bamber.